# مارسل پل
مارسل پل (انگلیسی: Marcel Paul؛ ۱۲ ژوئیه ۱۹۰۰ – ۱۱ نوامبر ۱۹۸۲) سیاست‌مدار، کارآفرین، بازرگان و مدیر ارشد اجرایی فرانسوی بود، که در سال ۱۹۴۶ شرکت الکتریسیته دو فرانس را تأسیس نمود.